# Elektronika
Elektronika je područje elektrotehnike koje se bavi proučavanjem i kontrolom protoka elektrona i elektronskih sklopova koji se sastoje od pasivnih i aktivnih elektroničkih elemenata.
Pasivni elektronički elementi su otpornici, kondenzatori, zavojnice... a aktivni elektroničke cijevi, tranzistori, diode integrirani krugovi itd. Među elektroničke sklopove, koji nastaju međusobnim povezivanjem većeg broja pasivnih i aktivnih elemenata, prema funkcionalnostima možemo spomenuti ispravljače, pojačala, filtre, bistabile, logička vrata. Sklopovi se dijele na analogne (niskofrekventne i visokofrekventne) i digitalne.
Jedan od takvih kompleksnih digitalnih sklopova je računalo.

## Povijest
Početkom 20. stoljeća izumljena je elektronska cijev trioda. Bio je to prvi element u povijesti elektrotehnike, koji je omogućio pojačanje električnog signala. Time je položen temelj za radio, televiziju i mnoge druge elektroničke naprave, uključujući i elektronička računala. Kako su elektronske cijevi relativno energetski neučinkovite, velikih dimenzija i kratkog životnog vijeka, zamijenio ih je poluvodički elektronički element tranzistor, razvijen 1950-ih, koji je u skoro svim svojstvima bolji od elektronske cijevi. Daljnji razvoj poluvodičke tehnologije omogućio je izradu velikog broja tranzistora i drugih elemenata na jednoj pločici poluvodiča, što se naziva integrirani krug ("čip").